# 竹鼻站
竹鼻站（日语：／ Takehana eki */?）是位於岐阜縣羽島市竹鼻町狐穴榮町，屬於名古屋鐵道（名鐵）的竹鼻線車站。車站編號為「TH06」。此站被選為第2回「中部車站百選」之一。

## 歷史
在車站大樓左邊鄰接竹鼻鐵道總部（木製建築物，2層高），名古屋鐵道合併後變成一個倉庫，在1980年由於建築物老化而拆毀，遺址變成了月租停車場。另外在竹鼻線開通當初，月台對面設有車廠（榮町車廠→竹鼻分廠）。車廠設備在1962年由於電纜升壓至撤走，後來該處臨時變成了側線，以及放置物材的地方（在1980年，由於附近的道路需要擴寬而賣給羽島市）。
- 1921年（大正10年）6月25日 - 竹鼻鐵道竹鼻站啟用。
- 1929年（昭和4年）2月19日 - 車站改名為榮町站。
- 1943年（昭和18年）3月1日 - 合併後成為名古屋鐵道的車站。
- 1951年（昭和26年）1月1日 - 車站改名為竹鼻站。
- 1965年（昭和40年）度 - 結束貨物業務[3]。
- 1982年（昭和57年）12月11日 - 隨著羽島線開通而實際的時間表修正下，此站成為急行停車站。（在2001年（平成13年）時間表修正後，取消急行班次）
- 2007年（平成19年）
  - 11月20日 - 成為無人車站[4]。
  - 12月14日 - 車站可以使用「Tranpass」[5]。
- 2011年（平成23年）2月11日 - 車站可以使用「manaca」IC卡。
- 2012年（平成24年）2月29日 - 車站不再可以使用「Tranpass」。

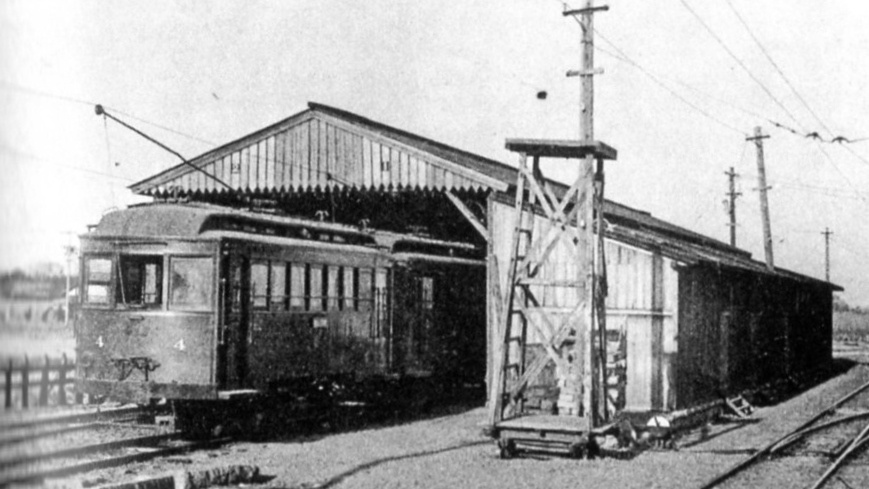
榮町車廠（1943年）

## 車站構造
車站是一座地面車站，設有1面1線的單式月台。此站是無人車站，引入了車站集中管理系統（由名鐵岐阜站管理）。
月台鄰接一個舊行李辦理處，該地方改造成為單車停泊場。從前由於在單車停泊場入口設有檢票口（由車站職員管理），因於當時可看到有單車在月台上通過。隨著車站無人化（車站集中管理）工程進行，單車停泊場與閘口分離，停泊場增設一個出口連接站外的道路。同時，車站內增設讓輪椅人士而設的斜道，車站外觀有所變化。

### 配線圖
| ← 新羽島方向    | 竹鼻站 站內配線略圖 | → 笠松、 岐阜方向 |
| 图例 参考文献： |                     |                   |

## 利用狀況
- 在中提及在2013年度，當時1日平均上下車人次為2,061人，為名鐵所有車站（275站）排名第181，竹鼻線、羽島線（10站）中排名第5[7]。
- 在中提及在1992年度，當時1日平均上下車人次為3,639人，為除岐阜市內線均一車費區間內各站（岐阜市內線、田神線、美濃町線徹明町站至琴塚站之間）外名鐵所有車站（342站）中排名第122，竹鼻線、羽島線（16站）中排名第2[8]。
- 在《羽島市數據檔案》中，以下為近年一日平均乘車和下車人次[9]。

| 年度               | 乘車人次 | 下車人次 | 上下車人次 |
| ------------------ | -------- | -------- | ---------- |
| 2009年（平成21年） | 1,052    | 1,019    | 2,071      |
| 2010年（平成22年） | 1,018    | 987      | 2,005      |
| 2011年（平成23年） | 995      | 998      | 1,993      |
| 2012年（平成24年） | 1,034    | 1,035    | 2,069      |
| 2013年（平成25年） | 1,029    | 1,032    | 2,061      |
| 2014年（平成26年） | 1,018    | 1,019    | 2,037      |
| 2015年（平成27年） | 1,039    | 1,039    | 2,078      |
| 2016年（平成28年） | 1,025    | 1,021    | 2,046      |
| 2017年（平成29年） | 1,024    | 1,024    | 2,048      |
| 2018年（平成30年） | 1,009    | 1,009    | 2,018      |
| 2019年（令和元年） | 1,022    | 1,022    | 2,044      |

## 車站周邊
羽島市政廳比較接近羽島市役所前站。
- 羽島市民醫院（日语：羽島市民病院）
- 八劔神社（日语：八剱神社 (羽島市竹鼻町)）（竹鼻城（日语：竹ヶ鼻城）址）
- 羽島市立竹鼻小學
- 逆川（日语：逆川）
- 羽島Wing151（日语：羽島Wing151）
- 羽島竹鼻郵局
- NTT羽島大廈
- 本覺寺

## 相鄰車站
名古屋鐵道
 竹鼻線
不破一色（TH05）－竹鼻（TH06）－羽島市役所前（TH07）

## 註腳
1. ↑  清水武、田中義人《名古屋鉄道車両史 上巻》，Alpha Beta Books，2019年，59頁，ISBN 978-4865988475。
2. ↑  名古屋鉄道 (编). . 1961: 546–547. ASIN B000JAMKU4 （日语）.
3. ↑  名古屋鉄道広報宣伝部（編）. . 名古屋鉄道. 1994: 340 （日语）.
4. ↑  寺田裕一. . Neko出版. 2013: 257. ISBN 978-4777013364 （日语）.
5. ↑  . 交通新聞 (交通新聞社). 2007-12-07: 1.
6. ↑  電氣車研究會，《鐵道畫刊》通卷第816號 2009年3月 臨時增刊号 「特集 - 名古屋鉄道」，卷末折込「名古屋鉄道 配線略図」
7. ↑  名鐵120年史編纂委員會事務局（編）. . 名古屋鐵道. 2014: 160–162 （日语）.
8. ↑  名古屋鐵道廣報宣傳部（編）. . 名古屋鐵道. 1994: 651–653 （日语）.
9. ↑  データファイル統計情報 （页面存档备份，存于）（日語） - 羽島市

## 外部連結
- 竹鼻 - 名古屋鐵道